# アメリカの世紀
アメリカの世紀（アメリカのせいき、英: American Century） とは、20世紀半ば以降の期間について、この期間の世界が政治的、経済的、文化的にアメリカ合衆国に大きく支配されていたという特徴づけである。これは、1815年から1914年までの期間を「イギリスの帝国の世紀」(Britain's Imperial Century) と表現することに相当する。
アメリカの影響力は20世紀を通じて増大したが、特に第二次世界大戦後には、世界はアメリカとソ連という2つの超大国に支配されるようになった。1991年にソ連が崩壊した後も、アメリカは世界で唯一の超大国であり続け、覇権国家、あるいは極超大国 と呼ばれるようになった。

## 言葉の起源
この言葉は、『タイム』誌の発行人であるヘンリー・ルースが、今後の20世紀におけるアメリカの有り様、あるいは、こうあるべきだとする姿を表現するために造語したものである。長老派の宣教師の息子でもあるルースは、1941年2月17日の『ライフ』誌の社説で、アメリカが孤立主義を捨て、世界の善きサマリア人として行動し、民主主義を広める「宣教師」としての役割を果たすように促した。彼は、民主主義の価値観を守るために、アメリカに第二次世界大戦への参戦を呼びかけた。

Throughout the 17th century and the 18th century and the 19th century, this continent teemed with manifold projects and magnificent purposes.  Above them all and weaving them all together into the most exciting flag of all the world and of all history was the triumphal purpose of freedom.

It is in this spirit that all of us are called, each to his own measure of capacity, and each in the widest horizon of his vision, to create the first great American Century.

日本語訳

17世紀、18世紀、19世紀を通じて、この大陸は多様なプロジェクトと壮大な目的で溢れていた。それら全ての上に、世界と歴史の中で最も刺激的な旗にそれら全てを織り込んでいたのは、自由の勝利という目的だった。

この精神に基づいて、私たち全員が、それぞれが自分の能力の尺度で、それぞれが自分のビジョンの最も広い視野の中で、最初の偉大なアメリカの世紀を創造するために呼ばれているのである。

民主主義やその他のアメリカの理想は、「人類の生命を獣の水準から、詩篇作家が『天使よりも少し低い』と呼んだものにまで持ち上げるという、神秘的な仕事をする」だろう。アメリカの世紀の下でのみ、世界は「健康と活力のいかなる高貴さの中にも生命を吹き込むことができる」のであると、ルースは説いた。
デヴィッド・ハーヴェイによると、ルースは、与えられた権力は領土的な特定のものではなく、世界的で普遍的なものであると信じていたため、「帝国」ではなく「アメリカの世紀」と呼ぶことを好んでいたという。同じ記事の中で、彼はアメリカ合衆国に対して「適切と思われる目的のために、適切と思われる手段で、我々の影響力を世界に完全に発揮すること」を呼びかけている。

## 初期の特徴づけ

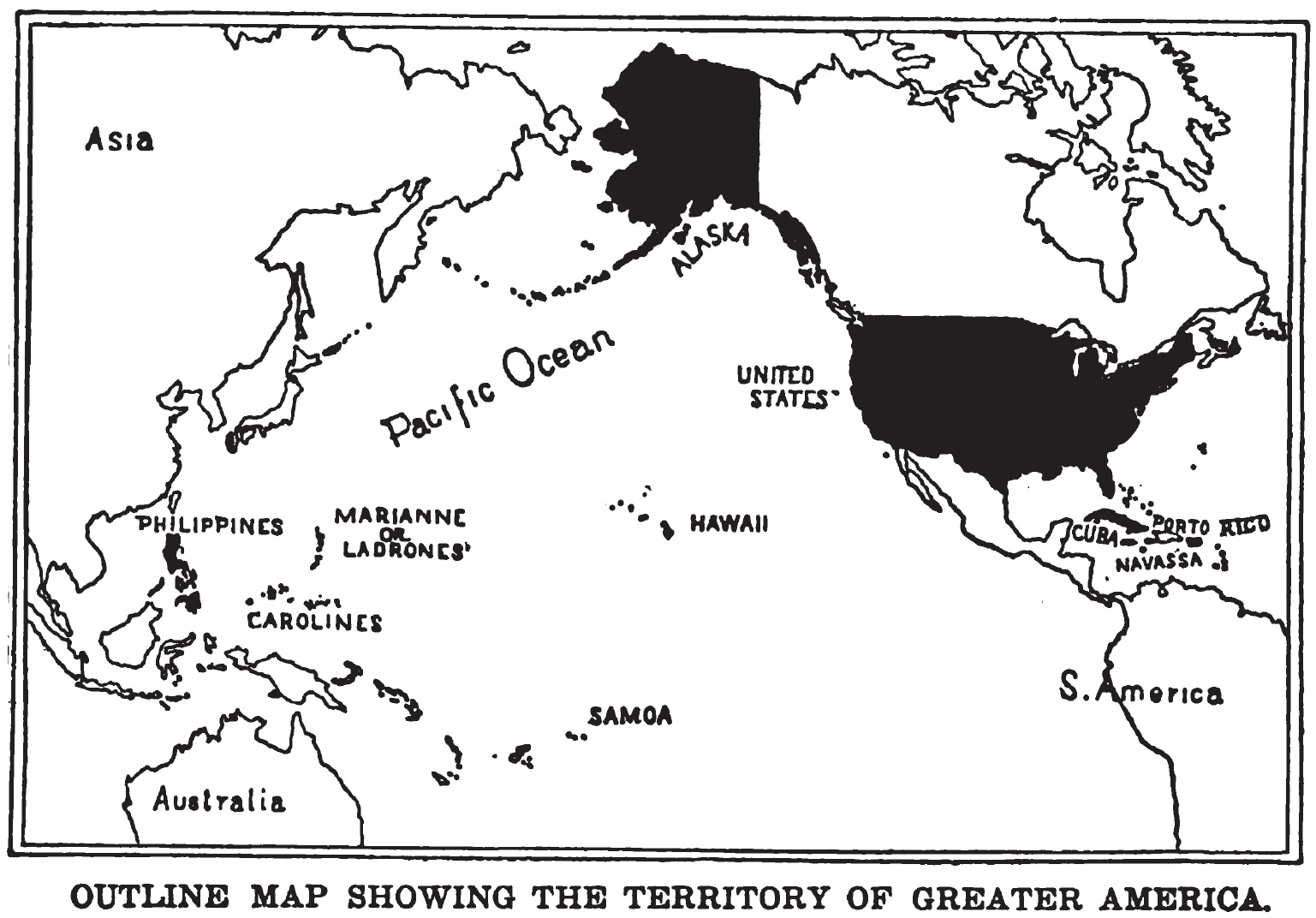
米西戦争後の「大アメリカ」

19世紀末、1898年の米西戦争と義和団の乱をきっかけに、アメリカは北米大陸を超えて世界でより顕著な役割を果たすようになった。米西戦争後には保護主義を採用して国内産業を発展させ、海軍のグレート・ホワイト・フリートを編成した。1901年にセオドア・ルーズベルトが大統領に就任したとき、彼は前任のウィリアム・マッキンリーの下で始まっていた、それまでの孤立主義から対外関与への外交政策の転換を加速させた。
例えば、アメリカは新たに獲得したフィリピンに対する支配権を確固たるものにするために、フィリピン第一共和国を相手に米比戦争を戦った。1904年、ルーズベルトはパナマ運河をアメリカが建設することを決定し、パナマ運河地帯を設定した。介入主義は、モンロー主義に対する1904年のルーズベルト・コロラリーで正式に表現されている。アメリカがアメリカ大陸のどこにでも介入する権利を宣言したことは、アメリカの地域的な覇権主義の台頭を強調した瞬間だった。
1914年に第一次世界大戦が勃発した後、アメリカは不干渉政策を追求し、紛争を回避しながら和平を仲介しようとした。ウッドロウ・ウィルソン大統領は後に、戦争は非常に重要であり、和平会議で米国が発言権を持たなければならないと主張した。アメリカは正式には連合国の一員ではなかったが、1917 年に自称「連合国」として参戦した。当初、アメリカは小さな軍隊しか持っていなかったが、選抜徴兵法の成立後、280万人の徴兵を行い、1918年夏には毎日1万人の新兵をフランスに派遣していた。第一次世界大戦は1919年にヴェルサイユ条約で終結した。アメリカはその後、孤立主義を採用し、1919年のヴェルサイユ条約の承認や国際連盟への正式加盟を拒否した。
戦間期の間、アメリカでは経済保護主義が定着し、特にスムート・ホーリー関税法の結果として、世界恐慌を長期化させ、世界的に伝播させたと経済学者たちは考えている:33。1934年からは、貿易の自由化が互恵通商協定法を通じて行われ始めた。
1939年に第二次世界大戦が勃発すると、議会は1930年代の中立法を緩和したが、ヨーロッパの戦争への参戦には反対したままであった。1940年には、アメリカの軍事力は世界で18位になっていた。中立パトロールとしてアメリカの駆逐艦が海上で戦っていたが、議会から宣戦布告はされていなかった。アメリカの世論は依然として孤立主義であった。80万人のメンバーからなるアメリカ・ファースト委員会は、アメリカがレンドリース法を通じてイギリスとソビエト連邦に軍事援助を行っていたにもかかわらず、ヨーロッパの紛争へのアメリカの介入に断固として反対していた。
1941年にフランクリン・D・ルーズベルト大統領が行った一般教書演説は「4つの自由」演説として知られるが、これはアメリカの非干渉主義の伝統を打ち破った。彼は、すでに参戦している同盟国を支援するというアメリカの役割を概説した。8月までに、ルーズベルト大統領とイギリスのウィンストン・チャーチル首相は、戦後の世界の目標を定義する大西洋憲章を起草した。1941年12月、日本は、真珠湾攻撃などの東南アジアと中央太平洋への同時多発的な攻撃で、米英領有地を攻撃した。これらの攻撃により、アメリカとイギリスは日本に宣戦布告した。その3日後、ドイツとイタリアがアメリカに宣戦布告し、アメリカもこれに応じた。
1945年の終戦後、四大国（アメリカ、イギリス、ソビエト連邦、中華民国）は戦後の世界を計画するために会合を開いた。平和維持のために、連合国は国際連合を結成し、1945年10月24日に発足した。1948年には世界人権宣言を国連全加盟国の共通基準として採択した。アメリカはイギリスと密接に協力して、国際通貨基金(IMF)、世界銀行、北大西洋条約機構(NATO)を設立した。

## パクス・アメリカーナ
パクス・アメリカーナとは、20世紀半ば頃からアメリカ合衆国が享受してきた大国としての優位性に起因する、西欧世界の相対的な平和のことである。この用語が主に使われたのは20世紀後半だが、20世紀の他の時期にも使用されている。その現代的な意味合いは、1945年の第二次世界大戦終了後に確立された平和に関係している。

## 1945年以降の特徴づけ

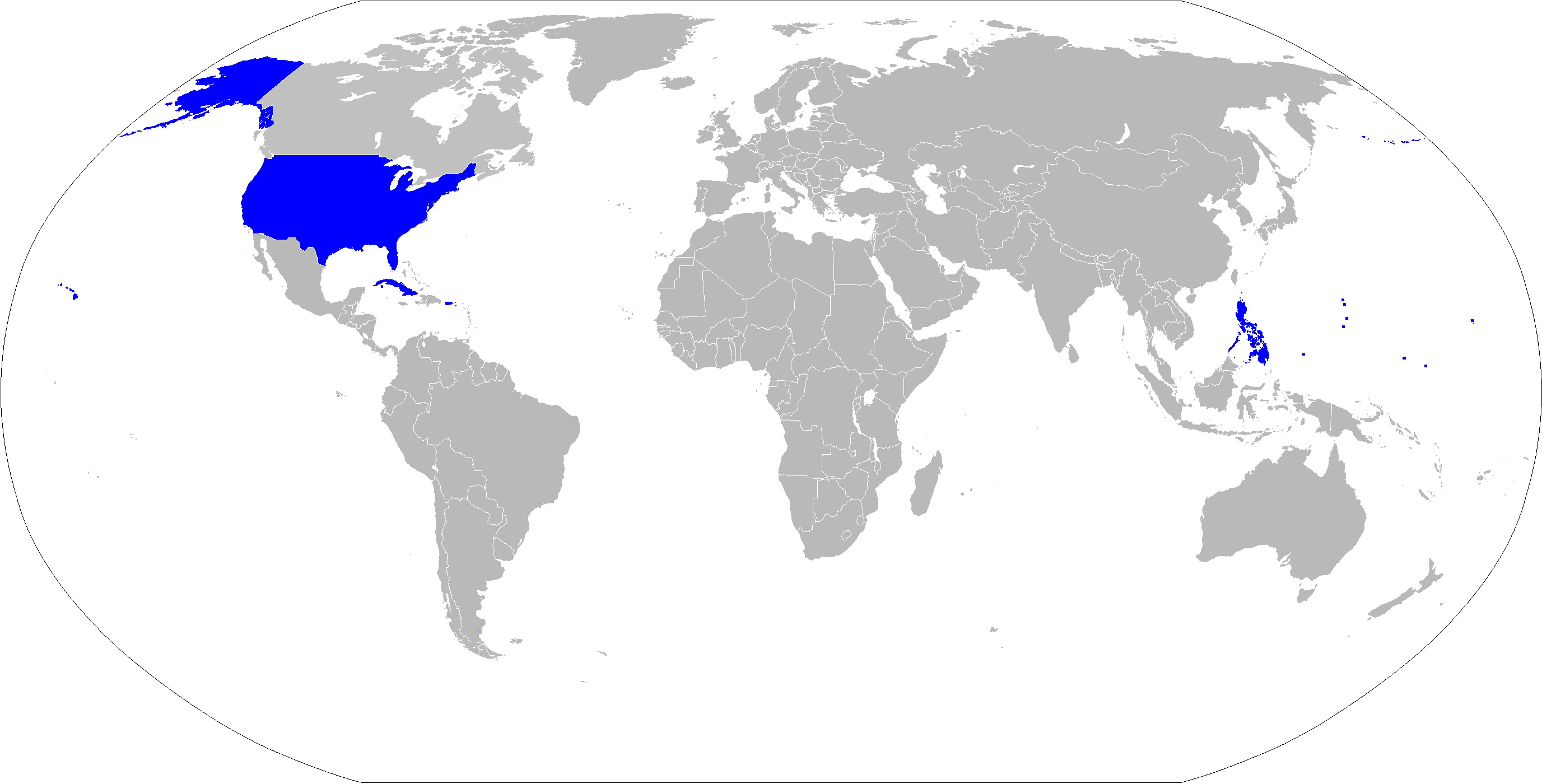
アメリカ合衆国の最大版図

「アメリカの世紀」は冷戦の期間を通じて存在し、世界の2つの超大国のうちの最上位に位置するアメリカの地位を示すものだった。冷戦後は、超大国とされる基準を満たしているのはアメリカのみであるというのが、最も一般的な信念だった。アメリカの面積は約937万平方キロメートルで、世界第4位である。1990年のアメリカの人口は2億4870万人で、当時世界第4位だった。
20世紀半ばから後半にかけて、アメリカの政治的立場は、資本主義の強い連邦制の立憲共和国と定義されていた。アメリカは、国連安全保障理事会の常任理事国であり、それに加えて、イギリスとフランスという2つの常任理事国の同盟国を持っていた。アメリカは、資本主義の西ヨーロッパ、ラテンアメリカ、イギリス連邦、およびいくつかの東アジア諸国（韓国、台湾、日本）と強い結びつきを持っていた。アメリカは右翼の独裁者や資本主義民主主義国と同盟を結んでいた。
「アメリカの世紀」には、アメリカの政治的影響力だけでなく、経済的影響力も含まれている。20世紀の間に、世界の多くの国がワシントン・コンセンサスの経済政策を採用し、時には国民の要望に反した政策を採用するようになった。20世紀末におけるアメリカは世界最大の経済大国であり、その経済力は強力なものだった。アメリカには、鉱物、エネルギー資源、金属、木材などの大量の資源、大規模で近代化された農業、大規模な産業基盤があった。アメリカ合衆国ドルはブレトン・ウッズ体制下で世界の主要な基軸通貨となっている。アメリカのシステムは、需要と供給、つまり顧客の需要によって生産が決まるという資本主義経済理論に根ざしていた。アメリカはG7主要国と同盟関係にあった。アメリカの経済政策の処方箋は、国際通貨基金(IMF)、世界銀行などのワシントンD.C.の国際機関やアメリカ財務省が、金融危機に見舞われた発展途上国のために推進した「標準的な」改革パッケージであった。
アメリカ軍は、世界でも圧倒的に軍事費が高い海軍を中心とした先進的な軍隊であった。アメリカ海軍は世界最大の海軍であり、空母の数が最も多く、世界中に基地を有している。特に、ワルシャワ条約機構加盟国を西、南、東に取り囲むように基地を設置している。アメリカは冷戦の前半には世界最多の核兵器を保有し、世界最大の陸軍と空軍を保有していた。北大西洋条約機構(NATO)に加盟する西ヨーロッパの強力な軍事同盟国も、独自の核戦力を持っていた。また、アメリカの中央情報局(CIA)は世界に強力な情報網を保有していた。
アメリカの文化は、アメリカの音楽、テレビ、映画、アート、ファッション、および、言論の自由や国民が享受するその他の権利への欲求など、他の国に影響を与え、「アメリカニゼーション」（アメリカ化）として知られる。エルビス・プレスリー、マイケル・ジャクソン、マドンナなどのアメリカのポップスターは世界的な有名人になった。

## 批評
批評家たちは、ルースの「ジンゴイズム的な宣教の熱心さ」を非難している。また、20世紀の終わりと共にアメリカの世紀も終焉を迎えると述べている者もいる。最も有名なのは、ゴンゾー・ジャーナリズムのハンター・S・トンプソンで、彼は自伝のタイトルをKingdom of Fear: Loathsome Secrets of a Star-Crossed Child in the Last Days of the American Century（恐怖の王国: アメリカの世紀の終わりの日に星を渡った子供の忌まわしい秘密）とした。
新しい千年紀の到来に伴い、イリノイ大学の評論家は、アメリカが超大国としての地位を失いつつあるかどうかが、特に中国の台頭との関係で議論の対象となっていると述べている。他のアナリストは、1917年にアメリカが第一次世界大戦に参戦してから2017年に第45代大統領が就任するまでのちょうど100年間が「アメリカの世紀」であると主張している。ジョージ・フリードマンなどは、「21世紀はアメリカの世紀になる」と述べている。